# Аурора (филм)
„Аурора“ е вторият филм на режисьора Кристи Пую от поредицата „6 истории от кварталите на Букурещ“, първият от които е реализираният през 2005 година „Смъртта на господин Лазареску“. Премиерата на „Аурора“ е на 14 май 2010 година в Кан. Режисьорът Кристи Пую играе главния герой- убиецът Виорел. Филмът е с продължителност 181 минути и бюджет 2 милиона евро. Продуцент е Анка Пую.
1. ↑  www.imdb.com //   Посетен на 11 април 2016 г.
2. ↑  30709 //   Посетен на 4 юни 2019 г.